# Зеров, Николай Петрович
Николай Петрович Зеров (19.05.1920, Пермский край — 07.10.1977) — механик теплохода «Вильгельм Пик» Камского речного пароходства, город Пермь.

## Биография
Родился в 1920 году в поселке Пожва (ныне — в Юсьвинском районе Пермского края) в семье потомственных речников. Окончил 7 классов, Пермское речное училище. С 1940 года работал техником теплосетей в управлении Камского речного пароходства.
В ноябре 1940 года был призван в армию. Окончил Молотовское морское авиационно-техническое училище. Участник Великой Отечественной войны с июня 1941 года. Воевал в составе 80-й отдельной морской разведывательной авиационной эскадрильи ВВС Черноморского флота, был бортмехаником в экипажах гидросамолётов ГСТ и Че-2. К концу 1944 года старшина Зеров совершил 460 боевых вылетов на воздушную разведку, бомбовые удары, поиск подводных лодок противника. В сентябре 1944 года участвовал в высадке десанта в порт Варна. За отличное выполнение боевых задач награждён орденом Красной Звезды. В 1947 году был демобилизован.
Вернулся на родину. Снова стал работать в Камском речном пароходстве. Три года он был механиком-наставником. С 1950 года работал механиком на судах, сначала на «Анри Барбюс», затем на «Композитор Скрябин». В 1961 году он принял на верфи в городе Висмар новейший трёхпалубный пассажирский теплоход «Вильгельм Пик». В течение первой навигации теплоход перевёз около четырёх тысяч человек по дальним маршрутам: в Астрахань, Ростов-на-Дону, Ленинград.
Судно было самым совершенным на тот период, но механик Зеров постоянно работал над идеями о техническом совершенствовании судна. За годы его работы на «В. Пике», по его инициативе и при участии впервые на Камском флоте внедрена гидравлическая система форсунчатых игл, в результате чего улучшился режим работы двигателей и удлинился срок службы игл. Заслугой машинной команды во главе с Н. П. Зеровым считается выполнение обязательств по продлению срока эксплуатации главных двигателей судна без их среднего ремонта. При активном участии Зерова сотрудники кафедры автоматики и телемеханики Пермского политехнического института разработали и внедрили на теплоходе новое подруливающее устройство, основанное на полупроводниках. Всего же только за годы восьмой пятилетки он внёс 16 рационализаторских предложений.
Вместе с КБ по его инициативе были разработаны рабочие чертежи по переоборудованию шлюпочной палубы — главного места отдыха туристов. Палуба была приподнята, над ней сделан капитальный металлический тент. Это позволило более комфортно проводить киносеансы и другие мероприятия с пассажирами. О том, насколько удачна идея механика о переделке шлюпочной палубы, говорит тот факт: эта работа проведена на всех однотипных судах Волги и Камы.
Указом Президиума Верховного Совета СССР от 4 мая 1971 года за выдающиеся успехи, достигнутые в выполнении заданий пятилетнего плана по развитию речного транспорта Зерову Николаю Петровичу присвоено звание Героя Социалистического Труда с вручением ордена Ленина и золотой медали «Серп и Молот».
Николай Петрович избирался членом Пермского обкома КПСС, был делегатом XXV съезда КПСС. Работал старшим механиком «Вильгельма Пика» до последних дней жизни. Умер 7 октября 1977 года.
Награждён двумя орденами Ленина, орденом Красной Звезды, восемью медалями. В Пермской области была учреждена премия имени Н. П. Зерова, которая присуждалась лучшим речникам Камского речного пароходства. В его честь был переименован теплоход «Арагва» Камского речного пароходства.